# VIS Dominik
VIS Dominik je splitski kršćanski pop rock sastav koji čine mladi župe sv. Dominika u Splitu. Sastav je osnovan 1969. Osim po Hrvatskoj, sastav je održao niz koncerata diljem Europe i Sjeverne Amerike.
Prigodom obilježavanja 40. obljetnice djelovanja sastava te 800. obljetnice djelovanja dominkanaca, sastav je izdao album Dominiče, dobri oče na kojem su osim VIS-a sudjelovali i Oliver Dragojević, Meri Cetinić, Dražen Zečić, Giuliano, Doris Dragović, Zorica Kondža, Marjan Ban te sastavi "Dalmatino" i "Viva".

## Diskografija
- Put ljubavi (1985.)
- Pjevajmo - slavimo Božić (1986.)
- Pružimo ruke (1987.)
- Božićni album (1992.)
- S Bogom u glavi (2006.)
- Dominiče, dobri oče (2008.)
- Hvala Dominiče (dvostruki album, 2017.)

## Vanjske poveznice
- Stranice sastava (arhivirano na Wayback machineu 28. siječnja 2023.)